# Chiesa del Santissimo Salvatore (Paternò)
La Chiesa del Santissimo Salvatore è un luogo di culto cattolico sito in Paternò, in provincia di Catania.

## Storia
L'erezione dell'edificio avvenne intorno alla prima metà del XVII secolo, nella parte bassa di Paternò, più precisamente nell'area orientale. La chiesa fu fondata per opera della Congregazione del Santissimo Salvatore, che nel 1632 ottenne dalla Arcidiocesi di Catania la licenza di poter celebrare una o più messe davanti all'altare in cui è esposto il quadro della Purificazione. Dopo il 1790, grazie alle donazioni fatte dai fedeli, la chiesa fu sottoposta a restaurazione, e completata verso la seconda metà del XIX secolo, ricevette la benedizione.
Nel 1873, vi si insediarono i frati francescani provenienti dal monastero situato sul colle, confiscato dallo Stato con le leggi eversive del 1866. Nel medesimo anno la chiesa fu elevata a Vicaria Curata, e fu retta dai Conventuali francescani fino al 1904. La chiesa del Santissimo Salvatore divenne succursale della Chiesa Madre di Paternò a seguito di richiesta fatta il 23 aprile 1875 dal rettore Frate Salvatore Milici al monsignor Giuseppe Benedetto Dusmet, arcivescovo di Catania.
Divenuta chiesa autonoma nel 1927, fu elevata a parrocchia nel 1954.

## Descrizione
La Chiesa del Santissimo Salvatore sorge nella parte nordorientale del centro storico di Paternò, a ridosso della parte moderna, e dà il nome al quartiere in cui è posizionata.
Il prospetto della chiesa, a capanna descritta da lesene, di stile neoclassico, è molto semplice e presenta un portale d'ingresso rettangolare con bordi in pietra lavica, ed una finestra che lo sovrasta. L'edificio si compone di un'unica aula ottagonale coperta a volta con presbiterio absidato e vestibolo. Gli interni sono arredati e decorati, e l'altare principale che in origine era in legno intarsiato, con le restaurazioni del tempio effettuate nel 1965 con il contributo del commendatore Michelangelo Virgillito, venne ricostruito in marmo. Ci sono quattro altari secondari, posizionati due per lato: il primo altare a destra ospita al suo interno la statua lignea di Sant'Antonio di Padova, portata dal vecchio convento francescano sulla collina dopo il crollo del tetto nel 1904; il secondo altare a destra è dedicato alla Madonna delle Grazie; il primo altare a sinistra è dedicato alle Anime del Purgatorio; il secondo altare a sinistra al Santissimo Crocifisso.
Il campanile, presente sul lato destro, contiene due campane grandi e due campane piccole, risalenti ai secoli XVIII-XIX.